# Riometer

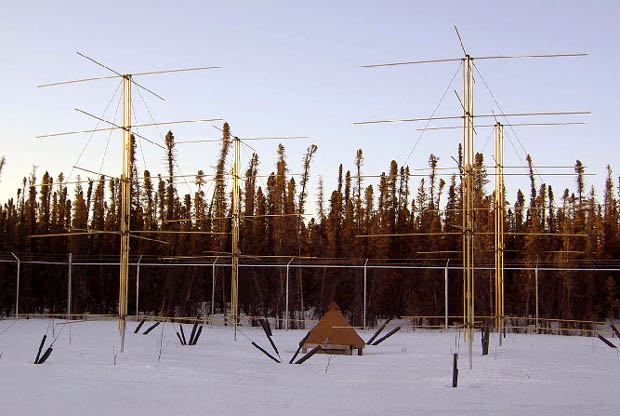
Das 30 MHz HAARP Riometer. Es verwendet ein 2×2-Array von Fünf-Element-Yagi-Antennen.

Ein Relative Ionospheric Opacity Meter oder kurz Riometer ist ein Gerät zur passiven Beobachtung der ionosphärischen Absorptionsfähigkeit im Frequenzbereich der Radiowellen.

## Funktionsprinzip

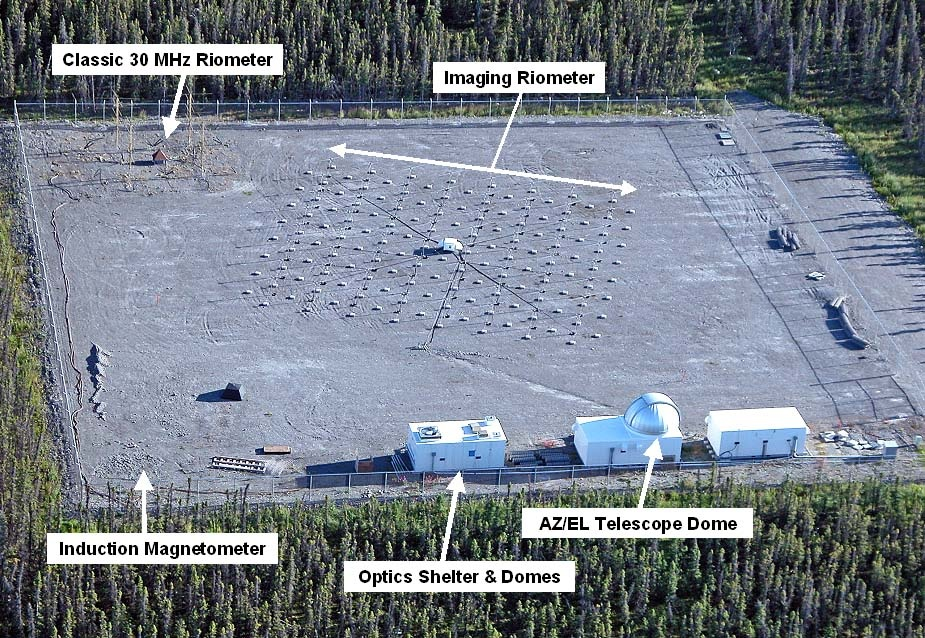
HAARP-Empfangsanlagen mit den beiden dortigen Riometern

Ein Riometer misst die Empfangsstärke der kosmischen Hintergrundstrahlung im Bereich der Radiowellen, die von Sternen oder Galaxien beständig ausgestrahlt wird und nach Durchquerung der Ionosphäre die Erde erreicht (Radiofenster). Obwohl die Stärke mit der Erdrotation variiert, ist sie dennoch je nach Himmelsregion für irdische Maßstäbe ausreichend konstant und somit vorhersagbar. Es wird insbesondere die Absorption in Höhen bis zu 110 km gemessen, da der Großteil der Absorption in den dort befindlichen, unteren Lagen der Ionosphäre wie der sogenannten D-Schicht stattfindet.
Je nach Ionisationsgrad ist die Absorption in der Ionosphäre unterschiedlich groß. Bei einer Störung z. B. durch einen solaren Strahlungsausbruch nimmt die Ionisation in der unteren Ionosphäre und damit die Dämpfung der Radiowellen zu. Ist die Ionosphäre ruhig, passieren die Radiowellen hingegen diese ohne zusätzlich zum erwarteten Niveau gedämpft zu werden. Daraus folgt ein Normalverlauf der Empfangsfeldstärke über die Zeit. Die normale, tageszeitabhängige Dämpfung der D-Schicht ist hierbei bereits mit eingerechnet.

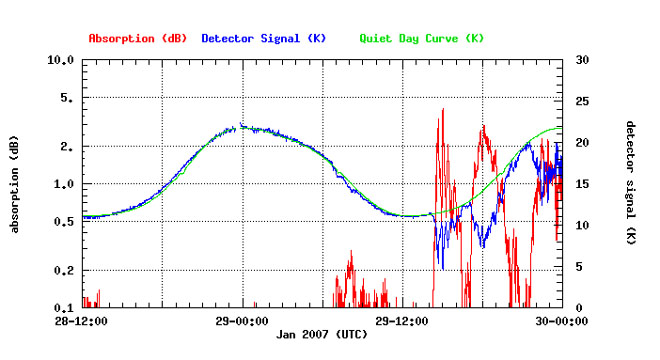
Diagramm des HAARP-VHF-Riometers vom 28. Januar, 12:00 bis zum 30. Januar 2007, 00:00 UTC. Es zeigt ein Ereignis, das eine erhöhte ionosphärische Dämpfung ausgelöst hat.

Das nebenstehende Beispiel zeigt ein solches Empfangsdiagramm des VHF-Riometers der US-amerikanischen HAARP-Anlage. Das Diagramm deckt einen 36-stündigen Zeitraum ab, wobei sich die ersten 24 Stunden durch eine normale Dämpfung auszeichnen. Dies lässt sich gut an der Übereinstimmung der blauen Linie der tatsächlichen Empfangsfeldstärke mit der grün eingezeichneten, erwarteten Empfangsfeldstärke ablesen. Ab 14 Uhr UTC jedoch sinkt die Empfangsfeldstärke stark ab; die daraus abgeleitete, rot markierte Dämpfung nimmt folglich zu und bleibt im Folgenden schwankend.
Zur Verbesserung der Messgenauigkeit kommen sowohl empfindliche Empfänger zum Einsatz als auch Antennen mit einer starken Richtcharakteristik gegen den Zenit, was außerdem seitlich einfallende Störsignale menschlichen Ursprungs unterdrückt.

## Frequenzwahl
Im Normalfall wird eine Frequenz beobachtet, die im unteren Bereich der Ultrakurzwellen liegt. Zum einen muss sie hoch genug sein, so dass die Wellen nicht an der Ionosphäre reflektiert werden, zum anderen darf sie aber auch nicht zu hoch sein, damit die mit steigender Frequenz zunehmende Dämpfung nicht zu stark anwächst. Gewöhnlich wird eine Frequenz zwischen 21 und 40 MHz verwendet.

## Dämpfungsereignisse

### Ursachen
Eine Ursache für ein Dämpfungsereignis kann beispielsweise das Eindringen von hochenergetischen Elektronen von der Magnetosphäre in die Erdatmosphäre aufgrund einer Störung des Sonnenwinds sein. Ähnliches gilt bei dem Auftreten eines Aurora-Ereignisses, das in hohen Breitengraden regelmäßig beobachtet werden kann.

### Auswirkungen
Dämpfungsereignisse gehen sehr oft, aber nicht immer, Hand in Hand mit einer Verschlechterung der Ausbreitungsbedingungen von Kurzwellen. Ein energiereicher solarer Strahlungsausbruch wirkt sich unmittelbar auf die Ionisation und damit auf die Dämpfung der D- und E-Schicht der Ionosphäre aus, was zu einem sogenannten Short wave Fade-out führen kann. Dies tritt bevorzugt während der aktiven Phase des Sonnenfleckenzyklus auf.